# Celama undulata
Celama undulata är en fjärilsart som beskrevs av Fletcher 1962. Celama undulata ingår i släktet Celama och familjen trågspinnare. Inga underarter finns listade i Catalogue of Life.